# Jan Kołłątaj-Srzednicki
Jan Kołłątaj-Srzednicki, poljski general, * 1883, † 1944.